# Another World (videogioco)
Another World, pubblicato come Out of This World negli Stati Uniti d'America e come Outer World (アウターワールド?) in Giappone, è un videogioco di fantascienza sviluppato da Éric Chahi nel 1991 per la Delphine Software International e pubblicato dalla Interplay Entertainment e dalla U.S. Gold, inizialmente per Amiga e poi per molte altre piattaforme. La grafica e la copertina sono state disegnate dallo stesso Chahi, mentre le musiche sono di Jean-François Freitas.
Another World è considerato, dalla critica specializzata, un "classico". All'epoca dell'uscita ha ottenuto un buon successo e ha avuto un seguito, Heart of the Alien, disponibile solo per Sega Mega CD, in cui il protagonista è l'alieno co-protagonista della storia.

## Trama
Il protagonista del gioco è Lester Knight Chaykin, un giovane genio della fisica.
Il gioco comincia nella sua intro con l'arrivo di Lester, a bordo della sua Ferrari 288 GTO, al suo laboratorio high-tech, durante un forte temporale.
Lo scienziato scende nel suo laboratorio sotterraneo, per lavorare ad una sequenza del suo esperimento con un acceleratore di particelle, lo scopo dell'esperimento è ricostruire la creazione del nostro universo.
Avviata la sequenza sulla sua console e lanciato l'acceleratore particellare, immediatamente prima che il flusso di particelle raggiunga la destinazione prevista nel macchinario, un fulmine colpisce il laboratorio interferendo con l'acceleratore e provocando una imprevista carica energetica delle particelle.
L'esplosione scaturita dall'incidente apre una sorta di buco nero in cui viene risucchiato il Professore Chaykin, istantaneamente teletrasportato in un altro mondo alieno.
Dopo essere sopravvissuto alla fauna locale molto pericolosa, Lester viene catturato da una razza di alieni umanoidi e condotto in un campo di prigionia sotterranea. 
Qui, aiutato da un prigioniero autoctono soprannominato "Buddy", fugge stringendo un vero e proprio rapporto di amicizia e collaborazione volta a sopravvivere alla spietata caccia dei loro carcerieri, il tutto mentre risolvono numerosi enigmi per sopravvivere.
La loro avventura li vede destreggiarsi tra livelli attraverso il complesso carcerario, un sistema di grotte, ed una struttura a torre. 
Nel culmine del gioco, Lester sarà gravemente ferito da uno degli alieni ma, con l'aiuto del suo amico "Buddy", riuscirà ad uccidere il suo nemico.
Dopo aver raggiunto la cima della torre, Lester crolla ferito ma viene prontamente raggiunto dal fedele "buddy", che lo aiuta raccogliendolo dal suolo. Il videogioco si chiude con la fuga dei due su una creatura alata, verso l'orizzonte di quello che sarà il nuovo mondo di Lester Knight Chaykin.

## Modalità di gioco
Il gioco è d'azione di tipo simile al platform, con alcune varianti. 
Il sistema di controllo è disponibile sia per tastiera che per joystick e gamepad.
Attraverso questi il giocatore controlla il professor Lester e dovrà effettuare, oltre alle azioni base specifiche (camminare, correre, saltare, calciare), tutta una serie di azioni chiave per risolvere determinati enigmi. 
Per esempio aprire una porta, far dondolare una gabbia, creare barriere di difesa con la propria pistola, far cadere massi, ed altre azioni necessarie per la soluzione degli enigmi dinamici nel gameplay.
All'inizio del gioco il protagonista risulterà disarmato, e sarà necessario risolvere enigmi in brevissimo tempo usando le azioni base per restare in vita.
Successivamente il protagonista si impadronirà di una pistola laser con tre modalità di sparo presenti: standard, campo di forze difensivo, e colpo caricato per sfondare i campi di forza dei nemici e risolvere alcuni enigmi.
La mancanza di tempismo, l'errata valutazione, o lo stesso ritardo nel reagire alla situazione di pericolo proposta, causerà irrimediabilmente la morte del protagonista poiché non esiste (sia per il protagonista che per Buddy) la possibilità di subire danni, ne è prevista alcuna "barra di energia". 
Ogni errore causerà la morte, e quindi la ripresa dai numerosi checkpoint presenti, in pratica, prima di ogni enigma che possa causare la morte del protagonista.
Su Amiga 500 e vecchie console senza la possibilità di salvare un gioco, il giocatore può usufruire di un codice alfanumerico per ripristinare il checkpoint desiderato. 
In ogni scena, il gioco fornisce indizi su ciò che il giocatore dovrebbe fare dopo, fornendo un minimo input che comunque dovrà essere recepito dal giocatore e prontamente utilizzato come spunto di soluzione nella scherma successiva.
Unica barra HUD presente è quella di ossigeno durante le sequenze di nuoto ed immersione. 
Non è presente alcuna lingua nel gioco, gli alieni parlano un linguaggio sconosciuto, mentre Lester si esprime e si fa comprendere con un linguaggio gestuale.
La schermata è priva di informazioni aggiuntive, ad eccezione del caso di morte del giocatore, quando viene mostrata la password di ogni sequenza-livello con la quale ricominciare dal checkpoint.

## Sviluppo
Il gioco è stato creato su un Amiga 500 con 1MB di RAM e un disco rigido da 20MB; è stato inoltre utilizzata una telecamera per rendere meglio alcune animazioni e un dispositivo di cattura video, in grado di digitalizzare delle immagini da input analogico. Il motore grafico è in grado di muovere personaggi costituiti da poligoni su fondali bidimensionali. Alcune animazioni (ad esempio la scena iniziale con l'automobile che parcheggia) sono state create attraverso la tecnica detta rotoscope: dopo avere filmato una scena "reale", l'autore ha riversato il video su videocassetta. Quindi, utilizzando il "fermo immagine", il frame è stato digitalizzato e infine replicato nell'editor del gioco.

## Versioni
Another World è stato inizialmente commercializzato per il computer su cui è stato creato, ovvero l'Amiga 500; poco dopo è stata realizzata una versione per Atari ST, leggermente inferiore per quanto riguarda grafica e sonoro. L'anno seguente, il 1992, ha visto la luce delle versioni Macintosh e MS-DOS, dotate di alcune nuove sezioni rispetto all'originale e ad un intero nuovo livello. Nello stesso anno è stato convertito, grazie all'Interplay, su Sega Mega Drive, Super Nintendo Entertainment System e Apple IIGS: queste ultime due si differenziano per un uso più intensivo della musica, originariamente limitata all'introduzione e al finale. La versione per la console Nintendo è, come da prassi per l'azienda giapponese, censurata. Nel 1993 il gioco viene convertito su 3DO, arricchito di fondali più dettagliati e dotato di musiche differenti. Nel 1994 Another World è contenuto nel medesimo disco del suo seguito su Sega CD, Heart of the Alien.
Dopo la chiusura di Delphine avvenuta nel 2004, Chahi ha acquisito i diritti del gioco, permettendone nuove versioni: Pocket PC, telefoni cellulari e Microsoft Windows. Quest'ultima rende possibile visualizzare il gioco a risoluzioni elevate (fino a 1280×800) e contiene nuovi fondali realizzati dallo stesso Chahi. Nel 2007 questa versione, inizialmente acquistabile solo tramite download, è stata inserita in una riedizione intitolata Another World - 15th Anniversary Edition, della Lexicon Entertainment. Nel disco sono presenti contenuti speciali, compresa una intervista all'autore.
Nel 2011 arriva la versione 20th Anniversary Edition, disponibile anche per iOS e Android. Queste versioni hanno l'aggiunta di poter scalare la risoluzione con il semplice "swipe" di due dita sullo schermo mentre si gioca, rendendo possibile giocare sia la versione originale che quella in alta definizione del 2007.
Una versione per il retrogaming su Atari Jaguar, ufficialmente autorizzata, è uscita nel 2013.

### Non ufficiali
Nel 1995 è stata distribuita una versione non ufficiale per Windows 3.x.
Tra il 2004 e il 2005, il francese Gregory Montoir realizzò, tramite reingegnerizzazione, un interprete denominato raw che permetteva l'utilizzo di Another World su sistemi Microsoft Windows. Tuttavia, contemporaneamente, Chahi stava realizzando la riedizione commerciale di Another World, quindi chiese a Montoir di rimuovere i file del progetto dal suo sito. Il progetto continuò, questa volta con l'autorizzazione di Chahi, su altre piattaforme: da raw derivano le versioni GP32, Dreamcast e Tapwave Zodiac.
Sempre nel 2005 Cyril Corgordan realizzò una versione per Game Boy Advance, anch'essa inizialmente ostacolata da Chahi, ma in seguito autorizzata. Il codice sorgente di questa versione diventerà la base delle versioni per Symbian. Nel solito periodo uscì un'ulteriore versione per Game Boy Advance, questa volta realizzata a partire da quella per 3DO, del quale richiede i file originali.